# Ozan Tufan
Ozan Tufan (Orhaneli, 23 maart 1995) is een Turks voetballer die bij voorkeur als defensieve middenvelder speelt. Tufan debuteerde in 2014 in het Turks voetbalelftal.

## Clubcarrière
Tufan stroomde in 2012 door vanuit de jeugd van Bursaspor. Hier debuteerde hij op 19 mei 2013 in het eerste elftal in een wedstrijd in de Süper Lig tegen Gençlerbirliği, zijn enige optreden gedurende dat seizoen. Tufan speelde tot medio 2015 meer dan veertig competitiewedstrijden voor Bursaspor, waarmee hij in zijn tijd bij de club steeds in de bovenste helft van het eindklassement eindigde. Tufan tekende in augustus 2015 vervolgens een contract tot medio 2020 bij Fenerbahçe, de nummer twee van Turkije in het voorgaande seizoen. Dat betaalde circa zeven miljoen euro voor hem. Op 23 augustus 2015 maakte Tufan zijn debuut voor Fenerbahçe in de competitiewedstrijd tegen Rizespor (1–1 gelijkspel).
In 2019 werd hij verhuurd aan Alanyaspor. In 2021 werd hij dit keer verhuurd aan Watford FC, uitkomend in de Premier League.
Op 24 maart 2022 werd hij samen met teamgenoot Mesut Özil uit de selectie gezet van Fenerbahçe. In de zomer die daarop volgde maakte hij een transfer naar Hull City.
In de zomer van 2024 keerde hij terug naar Turkije door een driejarig contract te tekenen bij Trabzonspor, dat 2 miljoen euro betaalde aan Hull City.

## Interlandcarrière
Tufan maakte op 20 mei 2014 zijn debuut in het Turks voetbalelftal in een oefeninterland in en tegen Ierland (1–2 winst). Op 3 september 2014 maakte hij zijn eerste interlanddoelpunt in een oefenwedstrijd tegen Denemarken. Tufan was onder bondscoach Fatih Terim in 2014 en 2015 een vaste waarde in het nationaal elftal. Met Turkije nam hij in juni 2016 deel aan het Europees kampioenschap voetbal 2016 in Frankrijk. Na nederlagen tegen Spanje (0–3) en Kroatië (0–1) en een overwinning op Tsjechië (2–0) was Turkije uitgeschakeld in de groepsfase. In de afsluitende groepswedstrijd tegen de Tsjechen maakte Tufan in de 65ste minuut het winnende doelpunt.